# Sahurs
Sahurs é uma comuna francesa na região administrativa da Normandia, no departamento de Sena Marítimo. Estende-se por uma área de 11,2 km². Em 2010 a comuna tinha 1 241 habitantes (densidade: 110,8 hab./km²).